# Mali Drenovac
Mali Drenovac (cyr. Мали Дреновац) – wieś w Serbii, w okręgu niszawskim, w gminie Aleksinac. W 2011 roku liczyła 135 mieszkańców.